# Павловка (Волновахский район)
Па́вловка (укр. Павлівка) — село в Волновахском районе Донецкой области Украины. Административный центр Павловского сельского совета. Население по переписи 2001 года составляло 2505 человек.
14 ноября 2022 года в ходе вторжения России на Украину было оккупировано российскими войсками.

## История
Населённый пункт был основан в 1842 году. Его основателями являются государственные крестьяне, переселенные сюда из Черниговской и Полтавской губерний. Павловка являлась волостным центром сначала Александровского, а затем Мариупольского уездов.
В 1923 году село вошло в Благодатненский район Юзовского округа, затем стало центром Павловского района.
На конец 20-х годов в деревне насчитывалось 625 хозяйств и около 3600 жителей.
Зимой 1939 года на основании новой Конституции СССР павловцами был избран местный Совет депутатов.
10 октября 1941 года немецкие войска заняли Павловку. Гитлеровцы расстреляли активистов А. Т. Передерия, П. И. Жука, И. И. Бибина и других.
В сентябре 1943 года советскими войсками село было освобождено от немецких оккупантов.
В 1963 году в Павловке появился водопровод, были размещены водоразборные колонки. 
В ходе российского вторжения 2022 года силы РФ, в частности 155-я бригада морской пехоты, понесли большие потери в ходе наступления на Павловку и на Угледар, который обороняла 72-я омехбр. В начале ноября 2022 года появились сообщения о катастрофических потерях бригады в ходе наступления на Павловку. По сообщениям российских военных корреспондентов, в ходе атак 155-я бригада потеряла 63 человека. В последующие дни, по данным военкоров и СМИ, за 4 дня наступления бригада могла потерять около 50 % техники и более 300 человек убитыми, ранеными и пропавшими без вести. Военные 155-й бригады сообщали, что командир Сухраб Ахмедов посылает солдат в плохо организованные штурмы, в результате бригада потеряла 300 человек и 50% техники за 4 дня. Украинские журналисты публикуют видео с дрона, на котором якобы изображены погибшие в ходе атаки солдаты РФ. МО РФ заявило, что бригада более десяти суток ведет «эффективные наступательные действия». 